# Estação Pirámides
Pirámides é uma estação da Linha 5 do Metro de Madrid . A estação está localizada junto ao Estádio Vicente Calderón.

## História
A estação foi aberta ao público em 5 de junho de 1968 com a primeira seção da Linha 5 entre as estações Callao e Carabanchel.